# Championnat de Suède féminin de football 2019
Navigation
Édition précédente Édition suivante
Le championnat de Suède féminin de football 2019 est la 47e édition du championnat de Suède féminin, la 32e dans son organisation actuelle. Les douze meilleurs clubs féminins de football de Suède sont regroupés au sein d'une poule unique, la Damallsvenskan, où ils s'affrontent deux fois au cours de la saison, à domicile et à l'extérieur.
Le Piteå IF défend son titre de championne de Suède acquis lors de la saison 2018. Kungsbacka DFF et KIF Örebro DFF accèdent à l'élite.
Le FC Rosengård remporte son onzième titre de championnes de Suède, le premier depuis 2015. Kopparbergs/Göteborg FC termine à la deuxième place et accompagnera Rosengård en ligue des champions pour la saison 2020-2021. Vittsjö GIK complète le podium. IF Limhamn Bunkeflo et Kungsbacka DFF sont reléguées en deuxième division.

## Les équipes participantes
| \| Djurgården Eskilstuna Göteborg Kristianstad Linköping Piteå Rosengård Vittsjö LB07 Växjö Kungsbacka Örebro \| Localisation des clubs engagés. |
| Djurgården Eskilstuna Göteborg Kristianstad Linköping Piteå Rosengård Vittsjö LB07 Växjö Kungsbacka Örebro                                       |

| Club                       | Classement 2018 | Stade                                 | Capacité    | Date de Création |
| -------------------------- | --------------- | ------------------------------------- | ----------- | ---------------- |
| Piteå IF                   | 1               | LF Arena                              | 6 000       | 1985             |
| Kopparbergs/Göteborg FC    | 2               | Valhalla IP                           | 4 000       | 1970             |
| FC Rosengård               | 3               | Malmö IP                              | 7 800       | 1970             |
| Kristianstads DFF          | 4               | Vilans IP Kristianstads fotbollsarena | 5 000 3 080 | 1998             |
| Linköpings FC              | 5               | Linköping Arena                       | 8 500       | 2003             |
| Eskilstuna United DFF      | 6               | Tunavallen                            | 7 800       | 2002             |
| Växjö DFF                  | 7               | Myresjöhus Arena                      | 12 000      | 2014             |
| Djurgårdens IF Dam         | 8               | Stockholms Olympiastadion             | 14 417      | 2003             |
| Vittsjö GIK                | 9               | Vittsjö IP                            | 3 000       | 1933             |
| IF Limhamn Bunkeflo (LB07) | 10              | Limhamns IP                           | 3 000       | 2008             |
| Kungsbacka DFF             | 1 (Elitettan)   | Tingbergsvallen                       | 760         | 2013             |
| KIF Örebro DFF             | 2 (Elitettan)   | Behrn Arena                           | 14 500      | 1920             |

## Compétition

### Classement
Le barème utilisé pour établir le classement est le suivant : 3 points pour une victoire, 1 point pour un match nul et 0 point pour une défaite.
| Rang | Équipe                  | Pts | J  | G  | N  | P  | Bp | Bc | Diff |
| ---- | ----------------------- | --- | -- | -- | -- | -- | -- | -- | ---- |
| 1    | FC Rosengård            | 49  | 22 | 14 | 7  | 1  | 51 | 16 | +35  |
| 2    | Kopparbergs/Göteborg FC | 45  | 22 | 13 | 6  | 3  | 46 | 19 | +27  |
| 3    | Vittsjö GIK             | 41  | 22 | 12 | 5  | 5  | 33 | 13 | +20  |
| 4    | Eskilstuna United DFF   | 38  | 22 | 11 | 5  | 6  | 34 | 19 | +15  |
| 5    | Linköpings FC           | 36  | 22 | 10 | 6  | 6  | 37 | 20 | +17  |
| 6    | Piteå IF T              | 34  | 22 | 8  | 10 | 4  | 30 | 21 | +9   |
| 7    | Kristianstads DFF       | 33  | 22 | 9  | 6  | 7  | 38 | 30 | +8   |
| 8    | KIF Örebro DFF P        | 30  | 22 | 9  | 3  | 10 | 28 | 30 | -2   |
| 9    | Växjö DFF               | 25  | 22 | 6  | 7  | 9  | 25 | 40 | -15  |
| 10   | Djurgårdens IF Dam      | 14  | 22 | 4  | 2  | 16 | 24 | 49 | -25  |
| 11   | IF Limhamn Bunkeflo     | 14  | 22 | 3  | 5  | 14 | 16 | 46 | -30  |
| 12   | Kungsbacka DFF P        | 5   | 22 | 1  | 2  | 19 | 14 | 72 | -58  |